# Equus simplicidens
Az Equus simplicidens az emlősök (Mammalia) osztályának a páratlanujjú patások (Perissodactyla) rendjébe, ezen belül a lófélék (Equidae) családjába tartozó kihalt faj.

## Tudnivalók
Az Equus simplicidenst az angolok hagermani lónak, hagermani zebrának vagy amerikai zebrának is nevezik. Az állat Észak-Amerikában élt a pliocén kortól a pleisztocén korig. Az Equus nevű emlősnem egyik legrégibb képviselője volt. Maradványait 1928-ban fedezték fel az idahoi Hagerman mellett; a kutatók szerint a mai kelet-afrikai Grévy-zebrára hasonlíthatott.

## Rendszertani besorolása

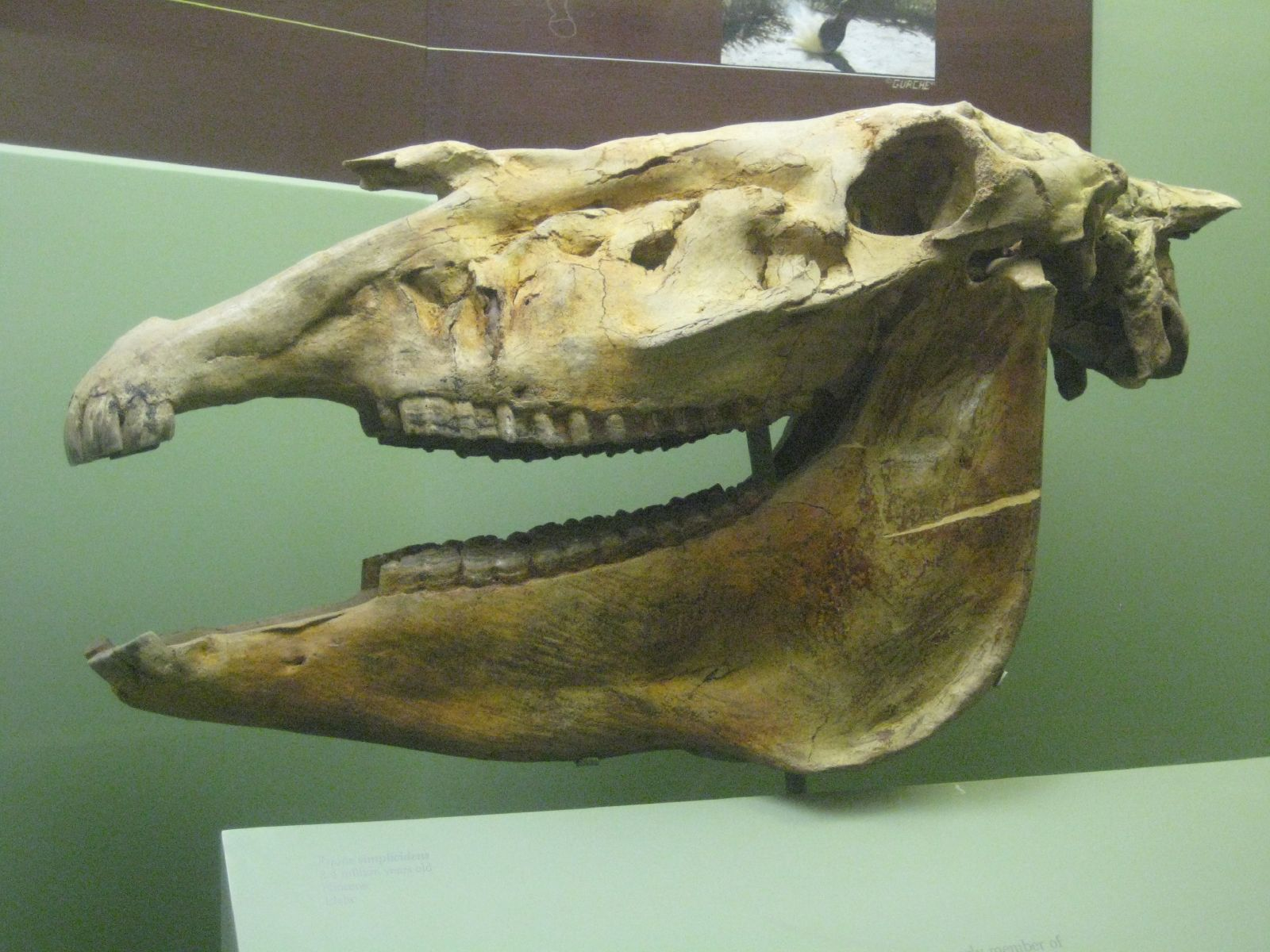
Equus simplicidens koponya

1927-ben, a Smithsonian Intézetnek dolgozó James W. Gidley őslénykutató az újonnan felfedezett állatnak a Plesippus shoshonensis nevet adta; ugyanebben az évben ő vezette a Hagerman melletti ásatást. Később, további tanulmányozások után a tudósok rájöttek, hogy a maradványok nem is a Plesippus-nemhez tartoznak, hanem valójában a legősibb Equus-faj részei. Az állatot ezért átnevezték Equus simplicidensnak.

## Felfedezése
Idaho államban, Hagerman mellett, Elmer Cook tehenész a birtokán felfedezett néhány fosszilis csontot. 1928-ban a farmer megmutatta a kövületeket Dr. H.T. Stearnsnek aki az United States Geological Survey-nak dolgozott. Ő tovább adta a maradványokat a Smithsonian Intézetnek dolgozó James W. Gidley őslénykutatónak. Mivel Gidley rájött, hogy a kövületek egy lóféléhez tartoznak a lelőhelyet elnevezték The Hagerman Horse Quarrynak (A hagermani ló lelőhelyének). Ezen a lelőhelyen 3 tonna kövületet ástak ki, ezeket a washingtoni Smithsonianba küldték.
Az E. simplicidens maradványainak kiásása az 1930-as évek elejéig folytatódott. A hagermani lelőhely alja 460 négyzetméteres és 14 méter mély. Itt majdnem 5 teljes csontvázat, több mint 100 koponyát, 48 alsó állkapcsot és számos más csontot találtak. Az őslénykutatók szerint azért van itt annyi lelet, mivel valamikor ezen a helyen egy természetes itatóhely volt. Az egykori itatóhelynél az állatok sebesülés, öregség, betegség vagy fulladás által pusztultak el. Sok tudós szerint azért van annyi kortárs állat maradványa egymás mellett, mivel a csorda át akart kelni a vízen, de jött egy áradást és elsodorta őket. Csak ez, eltakarta az elpusztult állatokat finom homokkal így az E. simplicidensek megmaradtak a mai világ számára.

## Megjelenése és életmódja

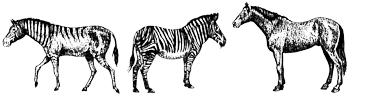
Rajz 3 lóféléről: balra: Equus simplicidens, középen: Grévy-zebra, jobbra: háziló

Az Equus simplicidens 3,5 millió évvel ezelőtt jelent meg. Marmagassága körülbelül 110-145 centiméter volt. 110-385 kilogrammot nyomhatott. Az állat akkora lehetett, mint egy mai arab telivér. E lóféle tömzsi testfelépítésű volt, egyenes marral, vastag nyakkal és szamárszerű szűk koponyával. Sokak szerint sörénye felállt, mint a zebráknak, farka borzas lehetett lábai és hátának egyes része csíkosak voltak.
Az állat valószínűleg füves pusztákon és elárasztott mocsaras területeken élhetett 3 millió évvel ezelőtt Hagerman területén. Az E. simplicidens 10 000 éve halt ki sok más fajjal együtt.
Az Equus simplicidens Idaho állam fosszilis állata.